# Dicaelotus pusillus
Dicaelotus pusillus là một loài tò vò trong họ Ichneumonidae.